# Fourier-Zahl
Die Fourier-Zahl {\displaystyle {\mathit {Fo}}} (nach Jean Baptiste Joseph Fourier) ist eine dimensionslose Kennzahl zur Beschreibung von Problemen der instationären Wärmeleitung oder allgemeinen Stoffaustauschprozessen. Sie lässt sich als Verhältnis aus Transportrate zur Speicherungsrate interpretieren. Bei instationärer Wärmeleitung ist sie das Verhältnis der Rate, mit der thermische Energie transportiert wird, zu der Rate, mit der sie aufgenommen wird.

## Definition

### Thermische Fourier-Zahl
Die Fourier-Zahl für Wärmeleitung ergibt sich bei der Entdimensionalisierung der Wärmeleitungsgleichung. Als Transportkoeffizient ist die Temperaturleitfähigkeit {\displaystyle a} zu verwenden:
{\displaystyle {\mathit {Fo}}=a\cdot {\frac {t}{L^{2}}}={\frac {\lambda }{c_{\mathrm {p} }\cdot \rho }}\cdot {\frac {t}{L^{2}}}}
wobei
- die Temperaturleitfähigkeit {\displaystyle a} die Größen
  - {\displaystyle \lambda } (Wärmeleitfähigkeit)
  - {\displaystyle c_{\mathrm {p} }} (spezifische Wärmekapazität bei konstantem Druck) und
  - {\displaystyle \rho } (Dichte) zusammenfasst, während
- {\displaystyle t} für die Zeit und
- {\displaystyle L} für eine charakteristische Länge des Problems stehen.

Sie beschreibt die Dauer eines thermischen Prozesses im Verhältnis zur Dauer des Wärmetransportes und findet daher als dimensionsloser Zeitparameter Verwendung.

### Massen Fourier-Zahl
Bei Stoffaustauschprozessen in der mechanischen Verfahrenstechnik wie z. B. beim Mischen wird die Fourier-Zahl zusammen mit der Bodenstein-Zahl verwendet. Als Transportkoeffizient wird statt der Temperaturleitfähigkeit (auch „Wärmediffusionskoeffizient“), der (Massen-)Diffusionskoeffizient {\displaystyle D} oder der Dissipationskoeffizient {\displaystyle M} verwendet.

## Anwendungen
- Verschieden große, aber geometrisch ähnliche Probleme der instationären Wärmeleitung zeigen eine identische Entwicklung des Temperaturfeldes, wenn als Zeitkoordinate die Fourier-Zahl verwendet wird.
- Bei einer periodischen, eindimensionalen thermischen Welle hat die Fourier-Zahl den Wert π, wenn für {\displaystyle t} der Kehrwert der Anregungsfrequenz und für {\displaystyle L} die Eindringtiefe in das homogene Material eingesetzt werden.
- Bei der exponentiellen Abkühlung eines Körpers mit Isolierschicht bestimmt die Fourier-Zahl zusammen mit der Biot-Zahl die Größe von Temperaturdifferenzen innerhalb des Körpers zur Temperaturdifferenz nach außen.
- Kommt die instationäre Wärmeleitung durch eine stationäre Rohrströmung zustande (instationär im mit der Strömung mitbewegten Bezugssystem), so ist der Kehrwert der Fourier-Zahl, Graetz-Zahl genannt, das Verhältnis von konvektivem Wärmetransport zu Wärmeleitung im ortsfesten Bezugssystem.